# Alekséi Balabánov
Alekséi Balabánov (Ekaterimburgo, 25 de febrero de 1959-San Petersburgo, 18 de mayo de 2013) fue un director de cine ruso, conocido por el filme de delincuencia de 1997 Brat («Hermano») y su secuela más orientada a la acción, Brat-2 (Brother 2), ambos protagonizados por Serguéi Bodrov, Jr. como un exmilitar convertido en asesino a sueldo. Brat fue un éxito tanto en taquilla como en copias de vídeo, logrando una gran popularidad en Rusia. Sin embargo más tarde, Balabánov fue más conocido por sus impactantes y controvertidas películas Cargo 200 (2007) y Morphine (2008).
Balabánov falleció el 18 de mayo de 2013 por un ataque al corazón. Estaba casado con Nadezhda Vasílieva, diseñadora de moda, y tenía dos hijos." En el momento de su muerte, el director tenía planeado hacer una película sobre la figura de Stalin, caracterizado como un jefe de la mafia.

## Filmografía
- Yo también quiero (Я тоже хочу) (2012) – Alekséi Balabánov fue galardonado con el premio al "Mejor Director" por esta película en el Festival Internacional de Cine de San Petersburgo
- El carbonero (Кочегар) (2010)
- Morfina (Морфий) (2008)
- Cargo 200 (Груз 200) (2007)
- No me hace daño (Мне не больно) (2006)
- Zhmurki (Жмурки) (2005)
- Guerra (Война) (2002)
- El río (Река) (2002)
- Hermano 2 (Брат 2) (2000)
- De monstruos y hombres (Про уродов и людей) (1998)
- Hermano (Брат) (1997)
- La llegada de un tren (1995) (segment "Trofim")
- El castillo (Замок) (1994)
- Los días felices (Счастливые дни) (1991)
- Sobre los vuelos en Rusia (О воздушном летании в России) (1990)
- Yegor y Nastia (Настя и Егор) (1989)

## Lecturas recomendadas
- Palacios, Jesús (2009). «Alekséi Balabánov. Cine para la Nueva Rusia» (PDF). Festival Internacional de Cine de Gijón. Consultado el 23 de diciembre de 2014.